# Plaisir
Plaisir település Franciaországban, Yvelines megyében. Lakosainak száma 31 971 fő (2022. január 1.). Plaisir Thiverval-Grignon, Chavenay, Les Clayes-sous-Bois, Élancourt, Jouars-Pontchartrain, Neauphle-le-Château, Saint-Germain-de-la-Grange és Trappes községekkel határos.

## Népesség
A település népességének változása:
| Lakosok száma | 2683 | 6869 | 22 593 | 31 045 | 31 074 | 31 753 | 32 128 | 31 013 | 30 897 | 31 971 |
|               | 1954 | 1968 | 1982   | 1999   | 2011   | 2014   | 2016   | 2018   | 2020   | 2022   |